# 佐和田敬司
佐和田 敬司（さわだ けいじ、本名：澤田 敬司、1968年2月 - ）は、オーストラリア演劇研究者、早稲田大学教授。1990年早稲田大学文学部英文科卒、95年同大学院文学研究科演劇専攻博士課程満期退学。2005年豪マッコーリー大学大学院批評文化研究専攻博士課程修了、Ph.D.取得。1992‐95年早稲田大学演劇博物館助手、早稲田大学法学部助教授、法学学術院教授、早稲田大学オーストラリア研究所研究員。
2003年戯曲『オナー』『ストールン』『嘆きの七段階』の翻訳で湯浅芳子賞を受賞。
専攻はオーストラリア文化、演劇学、映像学。

## 著書
- 『オーストラリア映画史 映し出された社会・文化・文学』オセアニア出版社 1998
- 『現代演劇と文化の混淆 オーストラリア先住民演劇と日本の翻訳劇との出会い』早稲田大学出版部 2006

### 共編
- 『新オーストラリア・ニュージーランド英語中辞典』沢田敬也監修、坂本都子、武田修一共編 オセアニア出版社、2001
- 『演劇学のキーワーズ』藤井慎太郎,冬木ひろみ,丸本隆,八木斉子共編 ぺりかん社 2007

### 翻訳
- アレクサンダー・ブーゾ 他『ノームとアーメッド』オセアニア出版社 オーストラリア演劇叢書 1993
- ジョン・ロメリル『フローティング・ワールド』オセアニア出版社 オーストラリア演劇叢書 1993
- ローランド・ペリー『メル・ギブソン伝 オーストラリアの生んだ世界的映画スター』編訳 オセアニア出版社 1999
- キャサリン・トムソン『真珠を拾うもの』オセアニア出版社 オーストラリア演劇叢書 2000
- ジェーン・ハリソン, ウェスリー・イノック, デボラ・メイルマン『アボリジニ戯曲選』オセアニア出版社 オーストラリア演劇叢書 2001
- ジョアンナ・マレースミス『オナー』オセアニア出版社 オーストラリア演劇叢書 2001
- ロジャー・ベネット『アップ・ザ・ラダー』オセアニア出版社 オーストラリア演劇叢書 アボリジニ戯曲選 2003
- ダニエル・キーン『サイレント・パートナー』オセアニア出版社 オーストラリア演劇叢書 2003
- ルイス・ナウラ『コシ』オセアニア出版社 オーストラリア演劇叢書 2006
- ジャック・デーヴィス『ドリーマーズ』オセアニア出版社 オーストラリア演劇叢書 アボリジニ戯曲選 2006
- ジョアンナ・マレースミス『ラブ・チャイルド』オセアニア出版社 オーストラリア演劇叢書 2006
- レグ・クリッブ『リターン』オセアニア出版社 オーストラリア演劇叢書 2007
- ティム・ウィントン『ブレス』現代企画室 オーストラリア現代文学傑作選 2013

## 参考
- 澤田敬司　J-GLOBAL